# Аулиебастау
Аулиебастау — городище VI—X веков в 25 км к западу от города Тараза. Входит в список памятников истории и культуры местного значения Жамбылской области.
Впервые исследовано археологами Евгенией Агеевой и Геронимом Пацевичем. Сохранившиеся развалины Аулиебастау имеют форму прямоугольника, длина с запада на восток — 400 м, ширина — 140 м, высота — 9 м. 2 холма. Восточный курган построен из крупных камней. Через разрушенную скалу на юго-западе Аулиебастау течёт ручей, образовавший озеро площадью 100 м². Отсюда берёт начало река Аксу. Городище относится к эпохе Караханидов.

## История
Археологи  Евгения Агеева и Героним Пацевич отождествляли городище Аулиебастау с городом Шавгаром (Шавагаром). В пользу этой версии они приводили отсутствие упоминания об этом городе у Ибн Хордадбеха в описании пути от станции на реке до города Джувиката, что означало нахождение Шавгара несколько в стороне от основной дороги. В записях Ибн Хордадбеха: «От города Шавагара до Джавикета 2 фарсаха по пустыне, в которой нет населённости», «от Джавикета до города Тараза, по пастбищам и населённым местам 2 фарсаха». По мнению Агеевой и Пацевича, это также подтверждает предположение, так как путь от Джувиката в Шавгару должен был идти севернее нынешней дороги на село Айша-Биби и проходить у подножья хребта Улькен-Бурылтау, то есть вдоль населённых пунктов, расположенных у родников этого хребта. На прямом пути до Тараза встречаются арыки и развалины древних построек, что также подтверждает версию.

## Описание
Городище расположено на отдельно стоящем каменном бугре овальной формы высотой в среднем около 9 м. Размер бугра с запада на восток — 400 м, с севера на юг — около 140 м. Сохранившиеся развалины относятся к эпохе Караханидов и состоят из двух частей. Западная часть представляет собой площадку 105×87 м с закругленными углами, в центре которой расположен холм диаметром около 20 м (вероятно, остатки какого-то сооружения), по краям которого местами сохранились фрагменты укрепительной насыпи. Восточная часть (100×120 м) — каменный массив с сохранившимися остатками земляного вала. Вокруг городища в радиусе 1 км есть сильно оплывшие бугры — остатки замков, усадеб и поселений. Также проглядываются курганы-захоронения.
C западной стороны городища расположены несколько родников, имеющих общее название Аулиебастау, чьи бассейны соединились, образовав небольшое озеро. По одной из легенд, около родника возлюбленную правителя Тараза Карахана Айшу-Биби укусила змея. По народным преданиям, много лет назад чабаны заметили целебные свойства источника: больные овцы, переночевавшие на берегах водоема, выздоравливали. Озеро является местом паломничества с целью оздоровления.

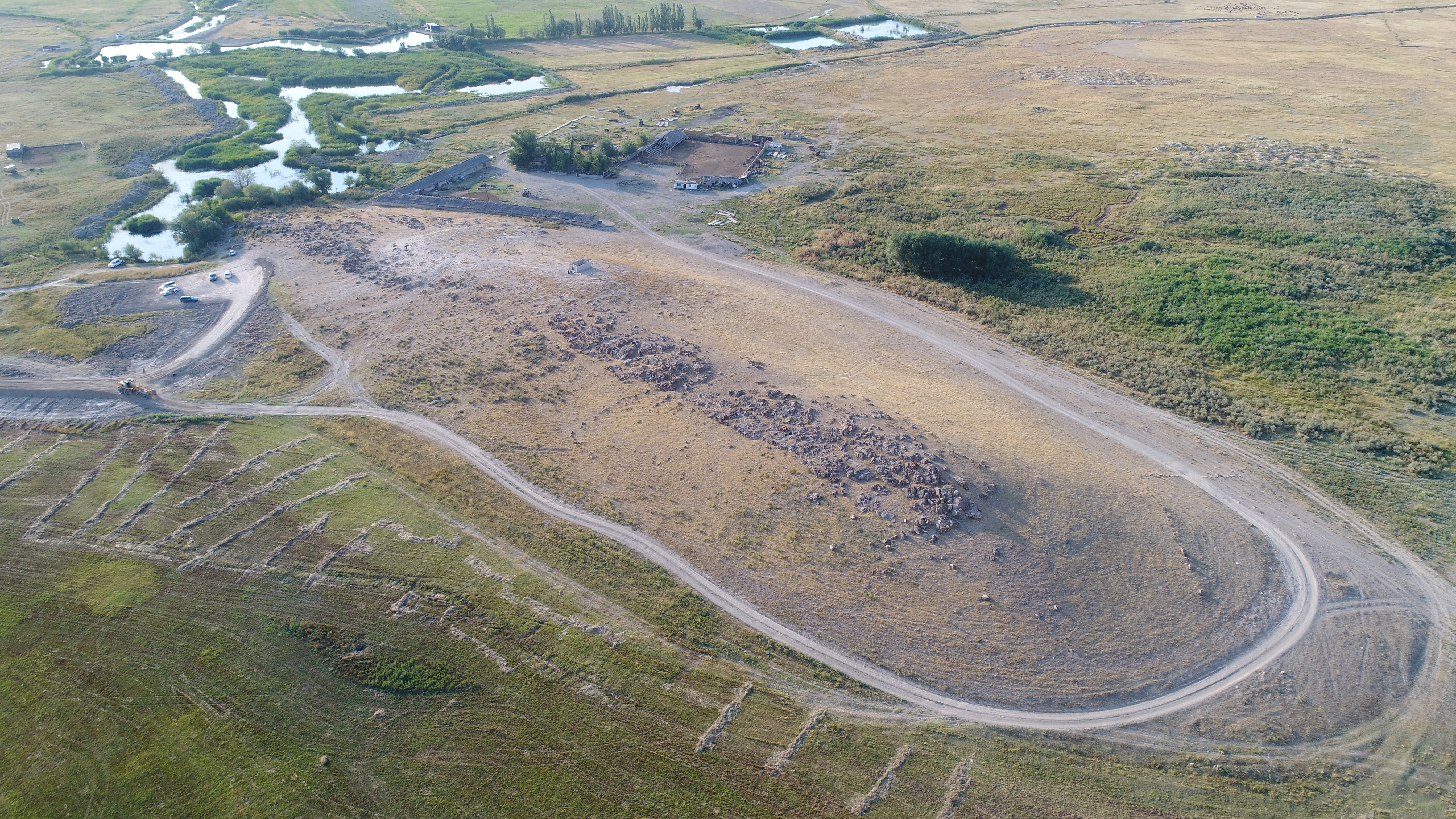
Вид с высоты птичьего полёта
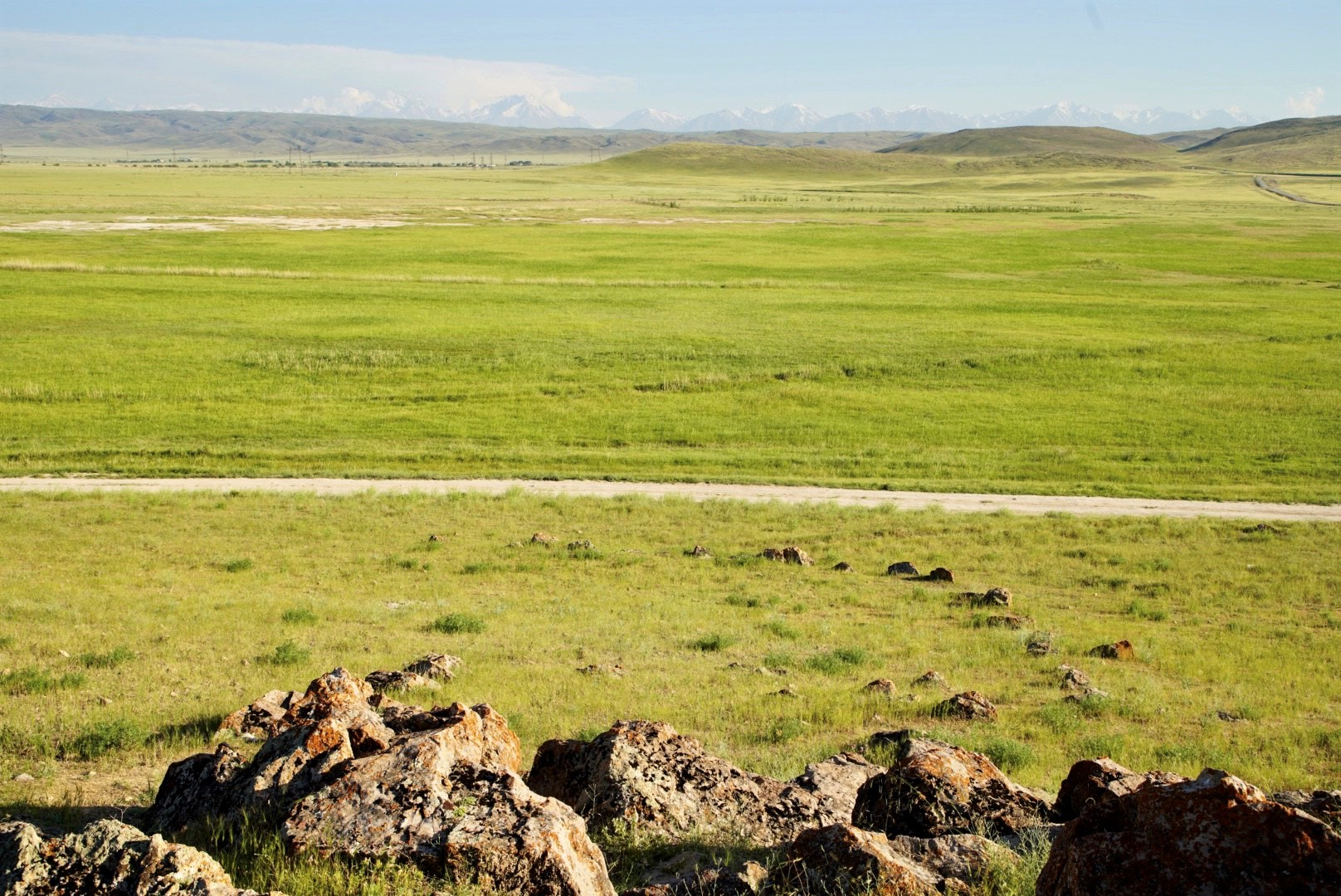
Южная сторона городища
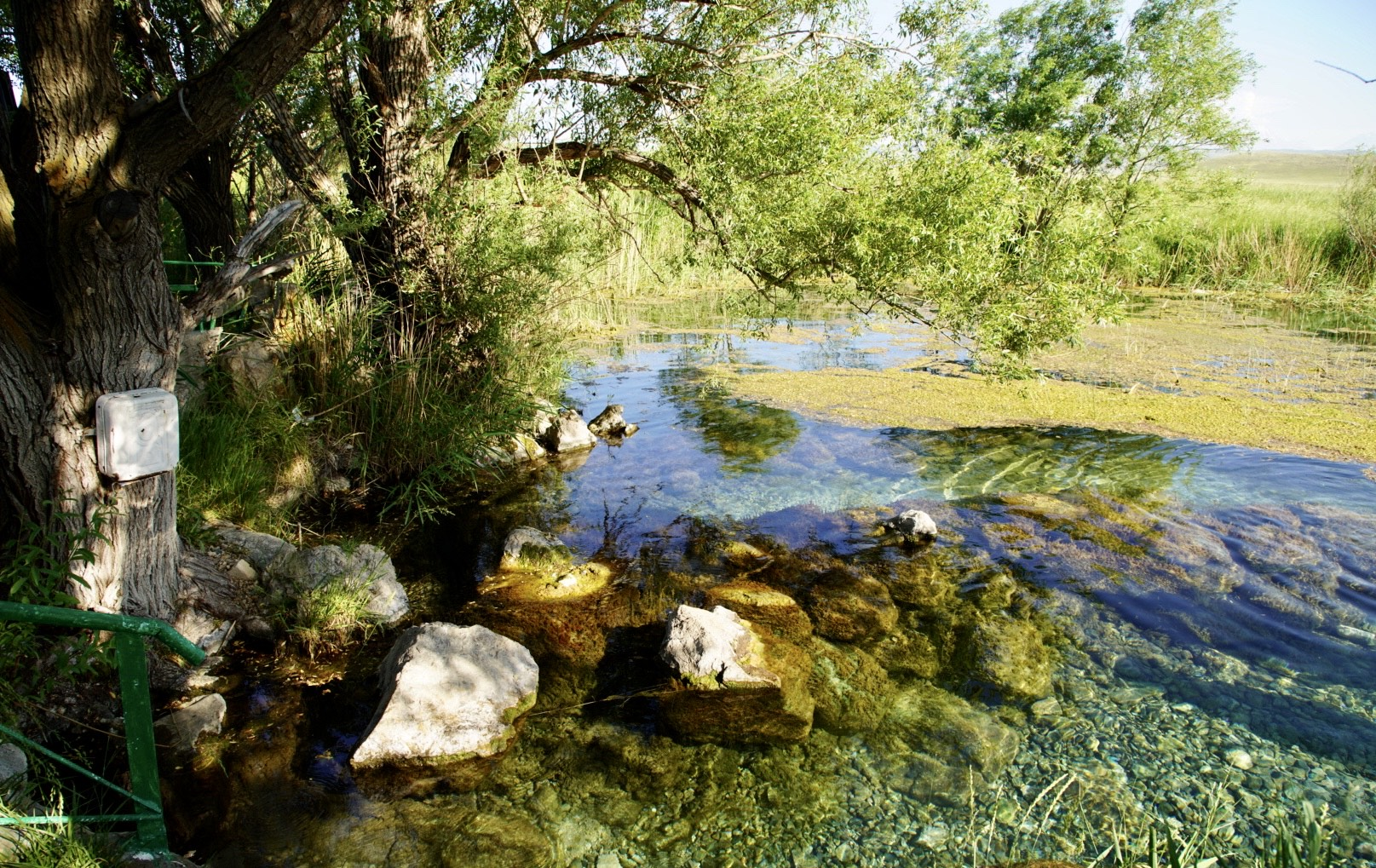
Родник (озеро) Аулиебастау